# ピョートル・ラティシェフ
ピョートル・ミハイロヴィチ・ラティシェフ（ロシア語: Пётр Миха́йлович Ла́тышев、ラテン文字表記の例：Pyotr Mikhailovich Latyshev、1948年8月30日 - 2008年12月2日）は、ロシアの内務（警察）官僚、政治家。2000年から2008年までウラル連邦管区大統領全権代表を務めた。ウクライナ、フメリニツキー出身。

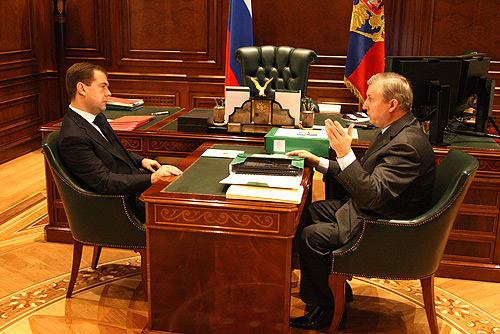
ラティシェフ（右）とドミートリー・メドヴェージェフ大統領（2008年10月30日）

1966年ソ連内務省高等学校を卒業し、ペルミに警部として赴任する。ペルミでは警察次長、内務省ペルミ部長を務めた。この間、内務省法律専門アカデミーを修了している。
1986年内務省ペルミ本部長。1991年から1994年までクラスノダール地方内務省局長。1990年から1993年にはロシア連邦共和国人民代議員、同最高会議代議員に選出され、法・秩序委員会に所属、組織犯罪対策に力を注いだ。1994年内務次官。1997年警察中将。
2000年ウラジーミル・プーチン大統領の中央集権政策の一環として連邦管区制度が導入されると、ウラル連邦管区大統領全権代表に任命される。
このほか、ロシア・スポーツ協会「ディナーモ」中央評議会議長などの公職も務めた。2008年12月2日心臓麻痺のため急死した。
既婚。二子あり。